# イスラーム教徒による性的マイノリティー迫害
イスラーム教徒による性的マイノリティー迫害（イスラームきょうとによるせいてきマイノリティーはくがい）は、イスラームの教義との関連をめぐり激しい議論がかわされている分野である。

## 概要
歴史的に見て、ペルシアやトルコ、インドなどにおいては同性愛者に対して寛容な雰囲気が強く、権力者の多くは美少年の小姓を抱えていたとされる。しかし現在ではイランにおいて同性愛者が死刑に処されるなど、イスラーム圏における同性愛者への処罰は厳しいものとなっている。国連の同性愛者への処罰を廃止するよう求める決議案がイスラーム圏の反対により可決を見送られた事例もある。
これに対し、イスラム法学者からはクルアーンやハディースを挙げてこれらの人権侵害を正当なものとする意見が出され、それに対して反イスラーム主義者はイスラームにおいて性的マイノリティーの権利の擁護は不可能だと断じた。しかし、リベラル・イスラームの存在や歴史的には性的マイノリティーへの寛容がイスラーム圏でも見られたことから、このような二項対立を疑問視する意見もある。

## 同性愛者が死刑に処される可能性がある国々

同性間性行為が違法な国々
死刑
終身刑
有期刑
自由刑以外の刑罰

2019年現在、シャリーアにより同性愛者が死刑に処される可能性がある国は以下の通りである。また、これら以外に同性愛者が死刑に処される国はない。
- アフガニスタン：刑法には明確に言及されていない。ただし、ターリバーン政権消滅以降に死刑判決は下されていない。[5][6]
- ブルネイ：男性のみ投石による死刑に処される可能性がある。[7]
- イラン[8]：刑法では大罪と規定されている。絞首刑の執行が数件確認できる。[9][10]
- モーリタニア[8]：男性のみ投石による死刑に処される可能性がある。ただし、現在までに実際に死刑執行したことがない。[11]
- ナイジェリア：北部の数州の地域法に死刑に関する記述がある。[8]
- パキスタン：法律には記述がある。ただし、現在までに実際に死刑執行したことがない。[8]
- カタール：ムスリム間の同性間性行為、かつ一方または双方が既婚者の場合のみ適用。ただし、成人同性間の合意による私的な性行為は死刑に処された例がない。[8]
- サウジアラビア：体系化される刑法がないが[8]、ソドミーを行った既婚男性あるいはムスリムとソドミーを行った非ムスリムは投石による死刑に処される。[11]
- ソマリア（ジュバランド）：南部の一部の地域では死刑の執行が確認できている。[8][11]
- スーダン：三犯以上の累犯者は死刑に処される。[8]
- イエメン[8]：同性間性行為を行う既婚男性は投石による死刑に処される。[11]

## 各国における性的マイノリティー迫害

### イラン
イランでは同性愛は犯罪行為であり、被疑者が同性愛の事実を認めた場合、死刑を含む刑罰で罰せられる。実際に処刑者も数多く出ており、非イスラーム圏からは非難を浴びている。これは、ムハンマドやアリーが同性愛者を処刑したハディース（伝承）に基づいたイスラーム法の同性愛者処刑規定をそのまま国法としたものである。
イラン国内で同性愛者は、その性的指向を隠し生活しており、亡命者も数多く出ている。亡命が拒否された場合、イランに送還され死刑に処される危険性もあり、日本や欧州などでこのような亡命者の取り扱いをめぐって時折論争が起こることがある。
また、前大統領のマフムード・アフマディーネジャードもホモフォビアの人物として知られており、このような政策を継続していく姿勢を明らかにしていた。

### エジプト
エジプトでも同性愛者は厳しく迫害されており、たびたび摘発と逮捕が行われているが、イランに比べればやや状況は良好であり、死刑が執行されることはない。

### サウジアラビア
サウジアラビアでは、同性愛者は宗教警察に当たる勧善懲悪委員会によって取り締まられる。発覚した場合逮捕され、ソドミー罪として死刑に処される。

### ガンビア
前ガンビア大統領であるヤヒヤ・ジャメはイスラム原理主義者としても知られ、同性愛者に対して激しい憎悪を燃やしている。2008年5月には、国内の同性愛者に対して国外退去か死刑かを選ばせる通告を発した。

### その他の諸国
シリアとイラクの一部を占領し独立を主張しているイスラム過激派組織「イスラム国」（ISIL）はシャリーアを根拠とし、同性愛者を30人以上殺害しているとされる。

## 参照
1. ↑  国連・同性愛差別禁止決議案がイスラム教国によって阻止される
2. ↑  イスラム教シーア派指導者が「同性愛者には最も残酷な方法で死を」と発言
3. ↑  “イスラム法学者カラダウィー”. 2008年6月20日時点のオリジナルよりアーカイブ。2007年10月21日閲覧。
4. ↑  “イスラーム的女性解放”. 2007年9月27日時点のオリジナルよりアーカイブ。2007年10月21日閲覧。
5. ↑  “Here are the 10 countries where homosexuality may be punished by death”. The Washington Post. (2016年6月16日) 2017年8月25日閲覧。
6. ↑  “The Death Penalty in Afghanistan”.   Death Penalty Worldwide. 2017年8月25日閲覧。
7. ↑  correspondent, Hannah Ellis-Petersen South-east Asia (2019年3月28日). “Brunei introduces death by stoning as punishment for gay sex” (英語). The Guardian. ISSN 0261-3077 2019年3月28日閲覧。
8. 1 2 3 4 5 6 7 8 9  “State-Sponsored Homophobia: A World Survey of Laws: criminalisation, protection and recognition of same-sex love”. International Lesbian, Gay, Bisexual, Trans and Intersex association (2015年5月). 2019年4月5日閲覧。
9. ↑  Asal, V.; Sommer, U.. Legal Path Dependence and the Long Arm of the Religious State: Sodomy Provisions and Gay Rights Across Nations and Over Time. State University of New York Press. p. 64
10. ↑  “How homosexuality became a crime in the Middle East”. The Economist. (2018年6月6日) {{cite news}}: 不明な引数|1=が空白で指定されています。 (説明)⚠
11. 1 2 3 4  Bearak, Max; Cameron, Darla (2016年6月16日). “Analysis - Here are the 10 countries where homosexuality may be punished by death”. The Washington Post
12. ↑  “イランで少年が同性愛で処刑される”. 2008年6月20日時点のオリジナルよりアーカイブ。2007年10月21日閲覧。
13. ↑  イランで再び同性愛者男性が処刑
14. ↑  イラン・イスラーム共和国と姦通・同性愛に関する死刑の執行
15. ↑  “チームS・シェイダさん救援グループ”. 2007年10月16日時点のオリジナルよりアーカイブ。2007年10月21日閲覧。
16. ↑  ベガーさん強制送還反対
17. ↑  船上ゲイ・パーティーの参加者全員逮捕
18. ↑  “President plans to kill off every single homosexual”. 2010年5月4日時点のオリジナルよりアーカイブ。2008年6月4日閲覧。
19. ↑  「イスラム国」が性的少数者を迫害安保理が初討議 産経新聞 2015年8月25日